# Charmois-l'Orgueilleux
 Charmois-l'Orgueilleux  es una población y comuna francesa, en la región de Lorena, departamento de Vosgos, en el distrito de Épinal y cantón de Xertigny.

## Demografía
| 605 | 534 | 532 | 521 | 557 | 618 |
| Para los censos de 1962 a 1999 la población legal corresponde a la población sin duplicidades (Fuente: INSEE [Consultar]) |     |     |     |     |     |